# Federació de Dones Cubanes
La Federació de Dones Cubanes (FMC) és una organització de masses cubana fundada el 23 d'agost de 1960 que té com a objectiu la igualtat de gènere i la emancipació de la dona i que compta amb més de quatre milions d'afiliades i 14.387 blocs. L'organització va ser creada per Vilma Espín que va presidir la FMC fins a la seva mort, el 19 de juny de 2007. El seu òrgan de comunicació oficial és la revista Mujeres, el primer número de la qual va sortir a la llum el 15 de novembre de 1961. La secretària general de l'organització en l'actualitat és Teresa Amarelle Boué, llicenciada en Història, membre del Comitè Central del Partit Comunista de Cuba, membre del Consell d'Estat de Cuba i diputada de l'Assemblea Nacional del Poder Popular. Es va acordar que la presidència romangués vacant en memòria d'Espín.

## Història, estructura i organització
La FMC va ser fundada el 23 d'agost de 1960, vuit mesos després del triomf de la Revolució Cubana. La decisió de la seva creació va ser plantejada per Vilma Espín a Fidel Castro reclamant una major participació de les dones en el procés cubà.
La FMC es va crear amb organitzacions ja existents, entre elles la Unitat Femenina Revolucionària (que reunia un gran nombre de dones camperoles), la Columna Agrària, les Brigades Femenines Revolucionàries, els Grups de Dones Humanistes i la Germandat de Mares, entre d'altres.
Està estructurada sobre una base territorial, a nivell municipal, provincial i nacional, i formada per secretariats professionals i comitès. Aquestes estructures es relacionen amb les bases mitjançant les organitzacions que de forma voluntària actuen en l'àmbit comunitari. Les afiliades han de tenir més de 14 anys, requisit imprescindible per pertànyer a l'organització.
El 2007 la seva secretària general, Yolanda Ferrer Gómez, explicava així l'estructura de la FMC: «75 mil organitzacions de base, conformades per una mitjana de 60 dones de tots els sectors: estudiants, professionals, treballadores, camperoles i mestresses de casa. Té més de 300 mil dirigents voluntàries que menen aquestes organitzacions de base i 76 mil treballadores socials voluntàries. Hi ha un nombre semblant de brigadistes sanitàries, amb capacitació sistemàtica, que assisteixen a les dones amb problemes de salut. A més, l'organització compta amb 176 cases d'orientació on 10 mil professionals atenen els problemes de la dona i la família, en aspectes com orientació individual i grupal, cursos de formació i capacitació, i activitats d'extensió comunitària».
Cada 5 anys la FMC organitza i celebra el seu congrés, òrgan màxim de direcció en què es discuteixen els resultats polítics, s'adopten noves estratègies i programes, i es tria el Comitè Nacional i el Secretariat. El Secretariat Professional l'integren la Secretària General, la Segona Secretària i tres membres que atenen les esferes d'organització: relacions exteriors, educació i orientació ideològica.